# Pozzomaggiore
Pozzomaggiore (sardinsky: Pottumajòre, Pottumaggiòre) je italská obec (comune) v provincii Sassari v regionu Sardinie. Nachází se ve výšce 438 metrů nad mořem a má přibližně 2 400 obyvatel. Rozloha obce je 78,77 km².